# Podróż apostolska Franciszka do Chile i Peru
Podróż apostolska papieża Franciszka do Chile i Peru odbyła się w dniach 15–21 stycznia 2018. Podróż do Chile przebiegała pod hasłem Pokój mój daję wam, zaś do Peru Zjednoczeni w nadziei.
W Chile papież odwiedził Santiago, Temuco i Iquique, a w Peru: Limę, Puerto Maldonado i Trujillo.
Franciszek był drugim papieżem odwiedzającym Chile i Peru. Przed nim był Jan Paweł II, który Chile odwiedził w dniach 1–6 kwietnia 1987 roku, natomiast Peru odwiedził dwa razy: 1-5 lutego 1985 oraz 14-16 maja 1988 roku.

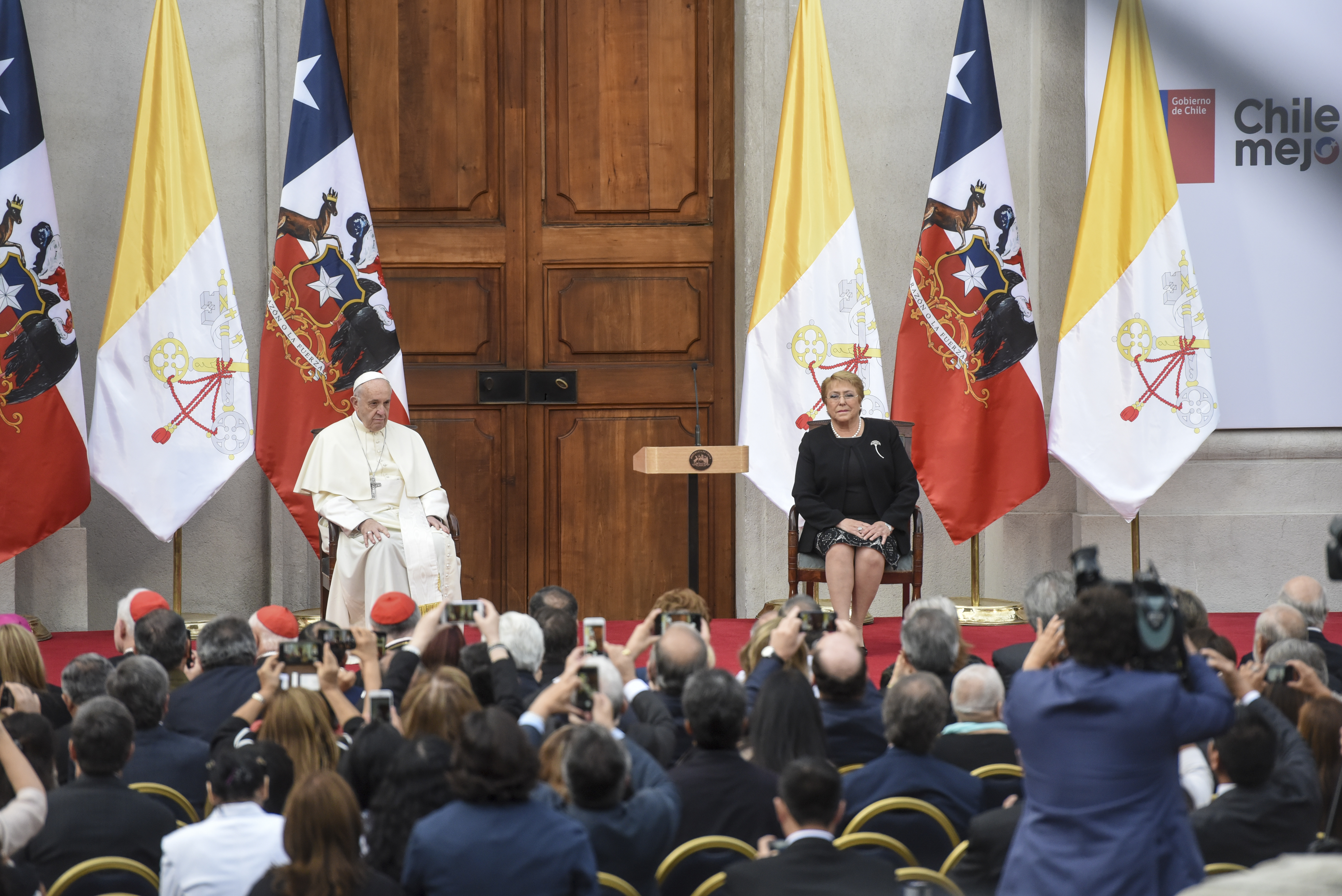
Papież Franciszek podczas swej Podróży Apostolskiej do Chile i Peru

## Program pielgrzymki
- 15 stycznia

O 8.00 rzymskiego czasu papież wyleciał samolotem z rzymskiego lotniska Fiumicino do Chile.
Ze sporym wyprzedzeniem, o godz. 19.20 czasu chilijskiego samolot włoskich linii lotniczych Alitalia Boeing 777-200 ER włoskich linii lotniczych Alitalia, noszący nazwę „Sestriere” z papieżem na pokładzie wylądował na lotnisku międzynarodowym  Comodoro Arturo Merino Benítez  lub  Pudahuel  w Santiago de Chile. Na pokład samolotu wszedł nuncjusz apostolski, abp Ivo Scapolo wraz z szefem protokołu dyplomatycznego chilijskiego MSZ. Ojca Świętego powitała kończąca swoją kadencję prezydent Chile, pani Michelle Bachelet, a także arcybiskup stolicy kard. Ricardo Ezzati Andrello SDB i przewodniczący episkopatu, Santiago Jaime Silva Retamales. Kwiaty papieżowi wręczyły dwie dziewczynki w kolorach narodowych, białym i czerwonym. Obecni byli także przedstawiciele władz politycznych i samorządowych, biskupi i grupy wiernych. Ceremonia oficjalna nie przewidywała przemówień.
- 16 stycznia

O 8.20 w Palacio de la Moneda papież spotkał się ze społeczeństwem obywatelskim i korpusem dyplomatycznym Chile. Następnie o 9.00 spotkał się z prezydent Chile Michelle Bachelet. O 10.30 Papież odprawił mszę świętą w parafii O’Higgins. O 16:00 złożył krótką wizytę w Penitentiary Center Feminino Santiago. Potem udał się do katedry w Santiago, gdzie spotkał się z kapłanami, zakonnikami, osobami konsekrowanymi, seminarzystami i biskupami. O 19:15 złożył wizytę w Sanktuarium Św. Alberta Hurtado, gdzie spotkał się z kapłanami Chilijskiego Towarzystwa Jezusowego.
- 17 stycznia

O 8:00 papież poleciał samolotem z Santiago do Temuco. Po wylądowaniu w Temuco odprawił o 10:30 mszę świętą na lotnisku miejskim. O 12:45 papież zjadł obiad z mieszkańcami Temuco. O 15:30 wrócił samolotem do Santiago, gdzie wylądował o 17:00. O 17:30 papież spotkał się z młodzieżą w sanktuarium Maipú; o 18:30 udał się samochodem na Papieski Uniwersytet Katolicki Chile, gdzie złożył wizytę o 19:00.
- 18 stycznia

O 8:05 papież wyleciał samolotem z Santiago do Iquique; do Iquique przyleciał o 10:35. O 11:30 papież odprawił mszę świętą w kampusie Lobito. O 14:00 zjadł obiad w siedzibie oblatów. O 16:45 odbyła się ceremonia pożegnalna na lotnisku w Iquique, po której papież o 17:05 opuścił Chile i odleciał samolotem do Peru. O 17:20 samolot z papieżem wylądował na lotnisku w Limie. Po ceremonii powitania papież miał czas wolny.
- 19 stycznia

O 8:30 papież spotkał się z władzami, społeczeństwem obywatelskim i korpusem dyplomatycznym Peru na dziedzińcu honorowym Limy. O 9:00 spotkał się z prezydentem Peru, Pedro Pablo Kuczynskim. Po spotkaniu z prezydentem papież poleciał samolotem do Puerto Maldonaldo, gdzie spotkał się z ludami amazońskimi i mieszkańcami miasta. Po spotkaniu papież zjadł obiad z przedstawicielami Amazonii. O 15:45 złożył wizytę w Principal Hogar. O 16:50 powrócił samolotem do Limy, gdzie wylądował o 18:40. 20 minut po wylądowaniu papież spotkał się z członkami Towarzystwa Jezusowego w kościele San Pedro.
- 20 stycznia

O 7:40 papież poleciał samolotem do Trujillo, gdzie przyleciał o 9:10. O 10.00 papież odprawił mszę świętą na równinie Huanchao. Po mszy papież nawiedził w papamobile dzielnicę Buenos Aires. O 15:00 papież nawiedził katedrę w Trujillo. Pół godziny później w Kolegium Seminarium świętych Karola i Marcelego spotkał się kapłanami, zakonnikami i seminarzystami z północnego Peru. O 16:45 w Virgen de la Puerta w Plaza de Armas papież odprawił uroczystość dla marianów. O 18:15 poleciał samolotem do Limy, samolot z nim wylądował w Limie o 19:45.
- 21 stycznia

O 9:15 w sanktuarium Señor de Los Milagros papież odprawił modlitwę w ciągu dnia. O 10:30 w katedrze w Limie papież odmówił modlitwę przy relikwiach peruwiańskich świętych. O 10:50 spotkał się z biskupami Peru w pałacu arcybiskupim; po spotkaniu papież odmówił z wiernymi modlitwę Anioł Pański. O 12:30 Papież zjadł obiad w nuncjaturze apostolskiej; o 16:15 odprawił mszę świętą w bazie lotniczej Las Palmas. O 18:30 odbyła się na lotnisku ceremonia pożegnalna, po której kwadrans później papież odleciał samolotem do Rzymu.
- 22 stycznia

Samolot z Ojcem Świętym na pokładzie wylądował na podrzymskim lotnisku Ciampino o 14.15. Stamtąd Franciszek pojechał do bazyliki Matki Bożej Większej, by – zgodnie ze swym zwyczajem – przed ikoną Salus Populi Romani (Ocalenie Ludu Rzymskiego) podziękować Bogu za szczęśliwy przebieg podróży.